# Comitato Olimpico Nazionale del Mozambico
Il Comitato Olimpico Nazionale del Mozambico (noto anche come Comité Olímpico Nacional de Moçambique in portoghese) è un'organizzazione sportiva mozambicana, nata nel 1979 a Maputo, Mozambico.
Rappresenta questa nazione presso il Comitato Olimpico Internazionale (CIO) dal 1979 ed ha lo scopo di curare l'organizzazione ed il potenziamento dello sport in Mozambico e, in particolare, la preparazione degli atleti mozambicani, per consentire loro la partecipazione ai Giochi olimpici. L'organizzazione è, inoltre, membro dell'Associazione dei Comitati Olimpici Nazionali d'Africa.
L'attuale presidente dell'associazione è Marcelino Macome, mentre la carica di segretario generale è occupata da Penalva Cézar.